# ژان-ژول-آنتوان لوکوم دو نویی
ژان-ژول-آنتوان لوکوم دو نویی (فرانسوی: Jean-Jules-Antoine Lecomte du Nouÿ‎؛ ۱۰ ژوئن، ۱۸۴۲ – ۱۹ فوریه، ۱۹۲۳ (۸۰ سال)) نقاش و تندیسگر شرق‌شناس اهل فرانسه بود. او شدیداً از ژان-لئون ژروم و شارل گلیر تأثیر پذیرفته بود و با وجود جنبش‌های نوآورانه‌ای همچون امپرسیونیسم، فوویسم و ساخت‌گرایی، به سبک واقع‌گرایانهٔ توأم با جزئیات خود پایبند ماند. نقاشی رؤیای مرد خواجه از آثار مهم اوست.
دو نویی برندهٔ جوایزی همچون جایزه بزرگ رم و لژیون دونور (شوالیه) شده‌است.

## نگارخانه

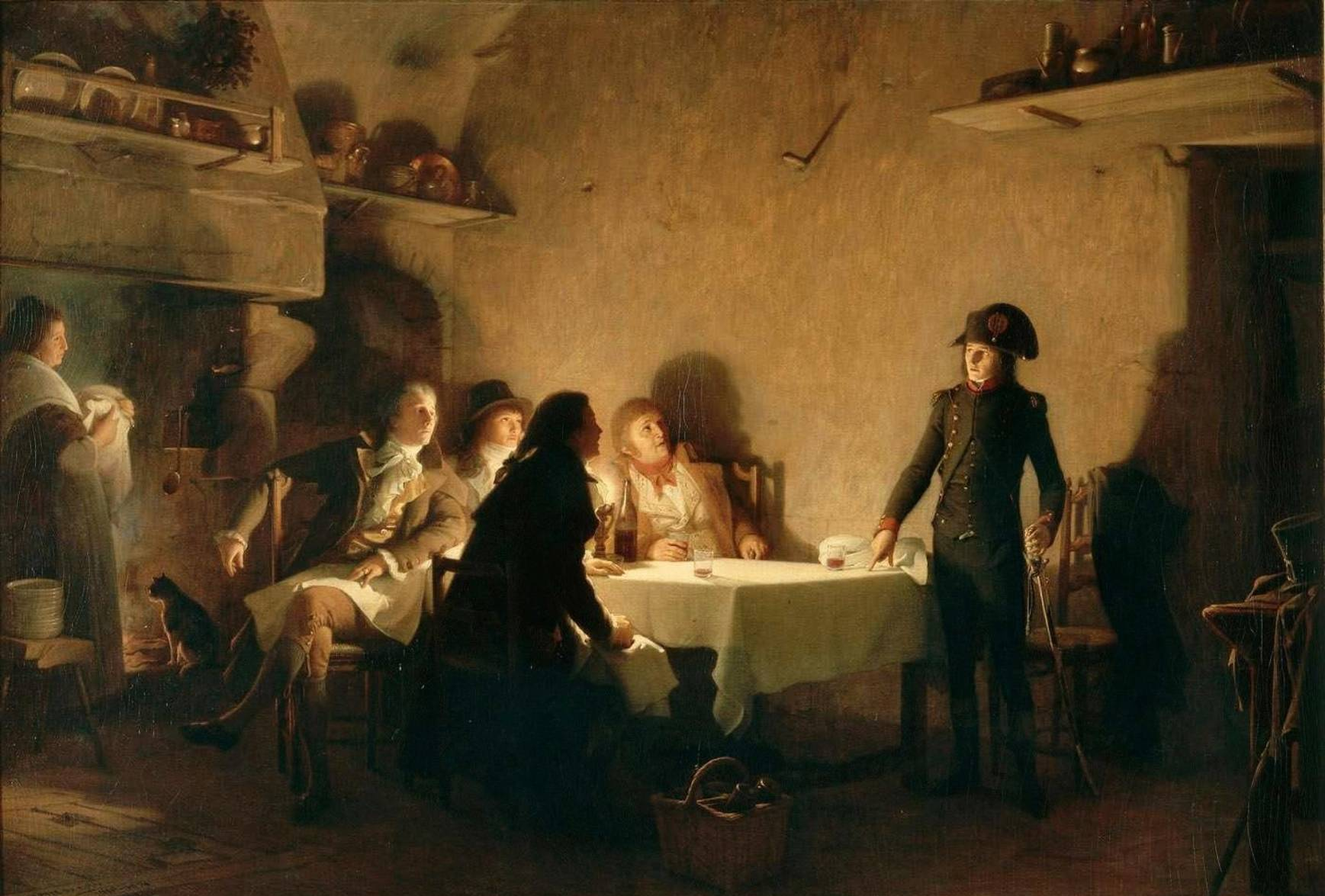
The Supper of Beaucaire, 28th July 1793, 1869–1894, Château de Malmaison.
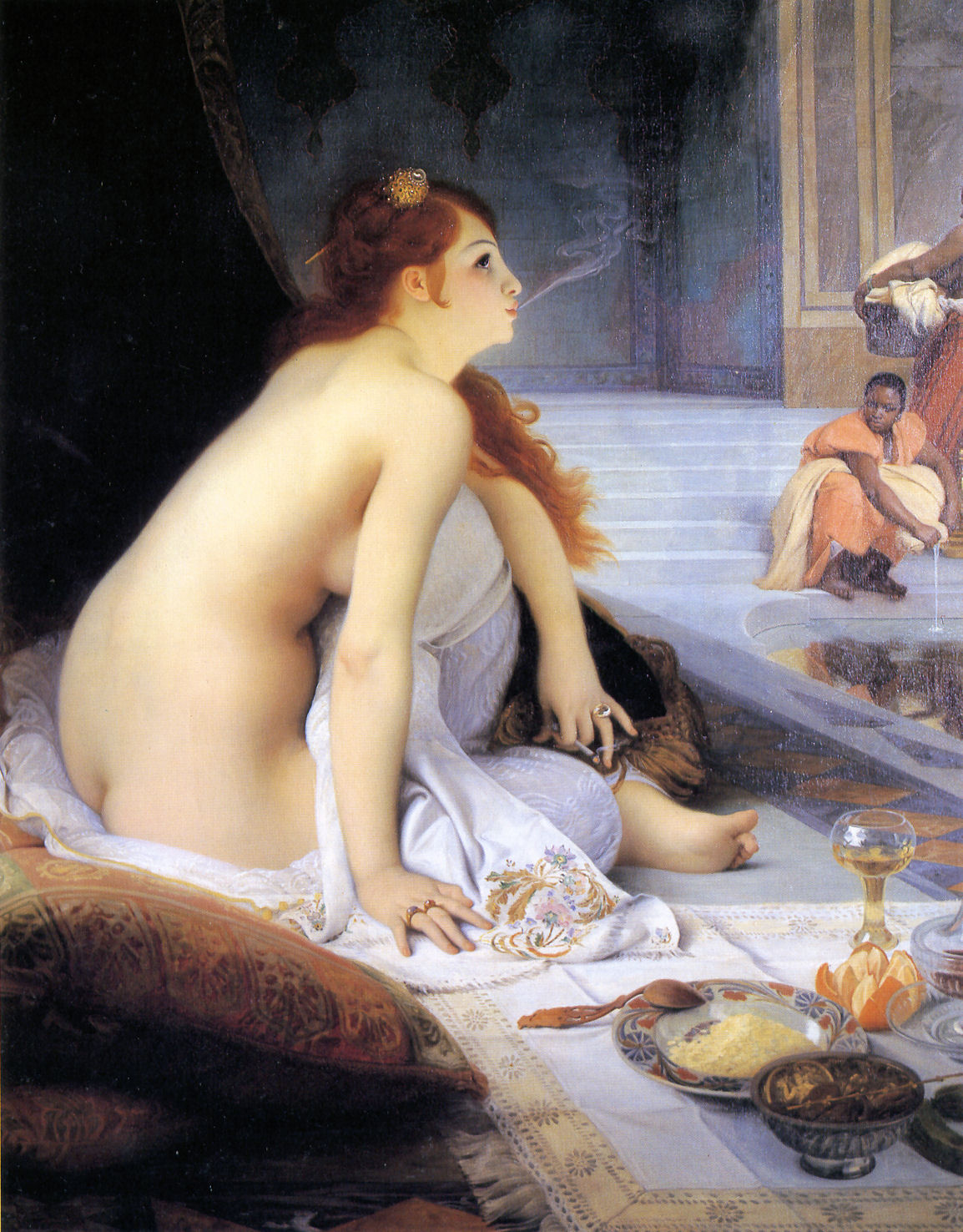
The White Slave, 1888, Musée des Beaux-Arts de Nantes.
Saint Vincent de Paul bringing gallery slaves to the faith, 1876, Sainte-Trinité, Paris.
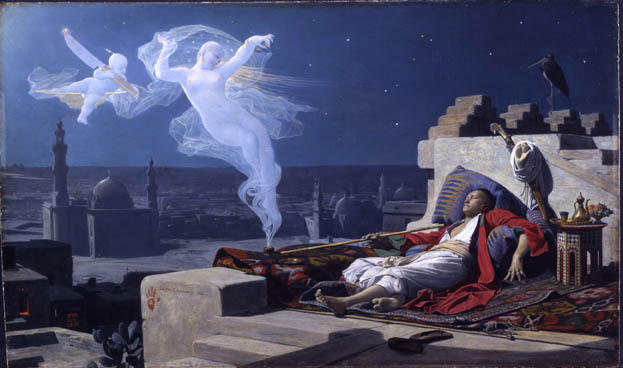
رؤیای مرد خواجه، ۱۸۸۸، موزه هنرهای زیبای نانت.